# Hirotaka Uchizono
Hirotaka Uchizono (japanisch 内薗 大貴 Uchizono Hirotaka; * 27. April 1987 in Ibusuki) ist ein japanischer Fußballspieler.

## Karriere
Uchizono erlernte das Fußballspielen in der Universitätsmannschaft der Tokai-Gakuen-Universität. Seinen ersten Vertrag unterschrieb er 2009 beim FC Kariya. Der Verein spielte in der dritthöchsten Liga des Landes, der Japan Football League. 2010 wechselte er zum FC Kagoshima (heute: Kagoshima United FC). Am Ende der Saison 2013 stieg der Verein in die Japan Football League auf. Am Ende der Saison 2015 stieg er mit dem Verein in die dritte Liga auf. 2018 wechselte er nach Miyazaki zum Viertligisten Tegevajaro Miyazaki. Als Tabellenzweiter stieg er mit dem Verein Ende 2020 in die dritte Liga auf.